# قرار مجلس الأمن التابع للأمم المتحدة رقم 387
قرار مجلس الأمن التابع للأمم المتحدة رقم 387، الذي اعتمد في 31 مارس 1976، أعاد تأكيد مبدأ حق الدولة في السلامة الإقليمية في مواجهة توغلات جنوب إفريقيا في الأراضي الأنغولية. واعترف المجلس بالاضطرابات الدولية في تصرفات جنوب إفريقيا وأعرب عن قلقه بشأنها. أدان القرار أعمال جنوب أفريقيا وطالبها باحترام السلامة الإقليمية لأنغولا. وطالب المجلس كذلك جنوب أفريقيا بالكف عن استخدام «إقليم ناميبيا الدولي» لشن أعمال استفزازية أو عدوانية ضد دول أخرى ودعا حكومة جنوب أفريقيا إلى تلبية مطالب أنغولا العادلة بالتعويض.
اعتمد القرار بأغلبية تسعة أصوات. امتنعت فرنسا وإيطاليا واليابان والمملكة المتحدة والولايات المتحدة، بينما لم تشارك جمهورية الصين الشعبية في التصويت.